# Platanthera nivea
Platanthera nivea là một loài thực vật có hoa trong họ Lan. Loài này được (Nutt.) Luer miêu tả khoa học đầu tiên năm 1972.